# Transvision Vamp
Transvision Vamp – brytyjski zespół rockowy działający latach 1986-1991. Reprezentował takie style jak pop-punk czy rock alternatywny.

## Historia
Oryginalny skład stanowili: Wendy James (wokal), Nick Christian Sayer (gitara), Dave Parsons (bass), Tex Axile (klawisze) i Pol Burton (perkusja). W 1986 podpisali kontrakt z MCA, publikując cztery single i album Pop Art (1988). Płyta przez 32 tygodnie znajdowała się na brytyjskiej liście przebojów, dochodząc do miejsca czwartego. W Australii album znajdował się na liście przez 45 tygodni, dochodząc do miejsca trzynastego. W 1989 zespół wydał singel Baby I don’t care i album Velveteen. Singel dotarł do miejsca trzeciego w Wielkiej Brytanii i Australii. Album na brytyjskiej liście przebojów spędził 26 tygodni, docierając do miejsca pierwszego, zaś na australijskiej 16 tygodni, docierając do miejsca drugiego. W Australii albumy Pop Art i Velveteen zajęły odpowiednio 25. i 39. miejsce na liście najlepiej sprzedających się albumów w 1989 roku.
Trzecia płyta, wydana w 1991 Little Magnets Versus the Bubble of Babble nie odniosła sukcesów poprzednich, co spowodowało rozpad formacji w lutym 1992.
Większość muzyków kontynuowała działalność muzyczną w innych projektach: Dave Parsons został członkiem formacji Bush, Tex Axile został członkiem grupy Max, a po jej rozpadzie rozpoczął działalność solową, Wendy James wydała albumy solowe: Now Ain’t the Time for Your Tears (1993) i I Came Here to Blow Minds (2011). W latach 2004–2008 była wokalistką założonej przez siebie grupy Racine, z którą nagrała dwa albumy: Number One (2004) i Racine 2 (2007).

## Skład
- Wendy James – wokal (1986–1991)
- Nick Christian Sayer – gitara (1986–1991)
- Dave Parsons – gitara basowa (1986–1991)
- Tex Axile – instrumenty klawiszowe (1986–1991)
- Pol Burton – perkusja (1986–1989)
- James Piper – gitara (1989–1991)
- Martin Allett – perkusja (1989-1991)

## Dyskografia
- Pop Art (1988)
- Velveteen (1989)
- Little Magnets Versus the Bubble of Babble (1991)